# Hyalurgus cinctus
Hyalurgus cinctus är en tvåvingeart som beskrevs av Villeneuve 1937. Hyalurgus cinctus ingår i släktet Hyalurgus och familjen parasitflugor. Inga underarter finns listade i Catalogue of Life.